# Josefina Blanco
Josefina Blanco, cuyo nombre completo es Josefa María Ángela Blanco Tejerina (León, 1878-Pontevedra, 19 de noviembre de 1957), fue una actriz española (activa en los periodos 1886-1907, 1910-1912, 1918-1936).

## Biografía
Se inició en el mundo de la interpretación siendo casi una niña. Conoció a quien sería su marido, el escritor Ramón del Valle-Inclán en el domicilio de la actriz María Tubau y su marido Ceferino Palencia. Actuaron juntos en los repartos de La comida de las fieras, de Jacinto Benavente, en noviembre de 1898, y de Los reyes en el destierro, de Daudet, con puesta en escena de Alejandro Sawa y representada en el Teatro de la Comedia de Madrid en enero de 1899. La carrera de Josefina se fue consolidando con piezas como Alma y vida (1902) de Benito Pérez Galdós, en el Teatro Español, junto a Emilio Thuillier, La pecadora (1903), de Ángel Guimerá y El marqués de Bradomín. Coloquios románticos (1906), de su futuro esposo, con la compañía de Francisco García Ortega y Matilde Moreno.
Su matrimonio con Valle-Inclán, el 24 de agosto de 1907, celebrado en la iglesia madrileña de San Sebastián, y el posterior nacimiento de su hija mayor María de la Concepción (1908), supusieron un parón en su carrera profesional. Sin embargo, recuperaría su actividad a partir de 1910, incorporándose a la compañía de María Guerrero y Fernando Díaz de Mendoza, con la que estrenó El rey trovador (1911) y En Flandes se ha puesto el sol (1912) (ambas de Eduardo Marquina) y Cuento de abril (1910), Voces de gesta (1912) y La marquesa Rosalinda (1912), (las tres de su esposo). Se retiró de las tablas ese mismo año de 1912, con el traslado de su familia a Galicia.
No regresó a los escenarios hasta 1918, con la obra Santa Juana de Castilla, de Benito Pérez Galdós, en el Teatro de la Princesa, junto a Margarita Xirgu. Tras iniciar sus trámites de divorcio en 1932, trabajó en el Teatro de la Comedia hasta el inicio de la Guerra civil española. Tras la contienda se dedicó a actividades editoriales, gestionando el legado de su marido, a quién sobrevivió más de 20 años.